# Ario Soerjo
 (avril 2024).
Raden Mas Tumenggung Ario Soerjo (né le 8 juillet 1898 et mort le 10 septembre 1948) est un homme politique indonésien, Héros national d'Indonésie.
Soerjo et deux policiers ont été capturés par des troupes pro-communistes (PKI) à Walikukun, Widodaren (kabupaten de Ngawi) le 9 novembre 1948, et leurs cadavres ont été retrouvés par la suite.